# Référendum de 2003 en Corse
Le référendum de 2003 en Corse est une consultation non contraignante organisée le 6 juillet 2003 afin de proposer à la population la modification du statut territorial de la Corse. Le projet prévoit ainsi de fusionner les deux conseils généraux de Haute-Corse et de Corse-du-Sud au sein d’une collectivité territoriale unique.
La proposition est rejetée par 51 % des votants.

## Contenu
Un projet de loi porté par Nicolas Sarkozy, alors ministre de l'Intérieur, est présenté le 30 avril 2003 à l'Assemblée nationale, qui la vote le 27 mai, suivie du Sénat le lendemain. Le président de la République Jacques Chirac la signe le 10 juin,.
Le projet de loi no 2003-486 propose ainsi que la Corse soit dotée d'un statut de collectivité territoriale par la fusion des deux départements de la Haute-Corse et de la Corse-du-Sud, issus de la scission en 1975 du département unique de la Corse. Les anciens départements seraient déclassés en unités administratives dépouillées de l’essentiel de leurs pouvoirs,.
La nouvelle collectivité territoriale disposerait d'une seule assemblée délibérante, le Parlement de Corse, et d'un gouvernement local siégeant à Ajaccio.
La nouvelle organisation n'aurait aucune conséquence sur les services de l’État, dont le rôle et les missions resteraient identiques[réf. à confirmer].

## Modalités
Il s'agit d'une consultation au sens de l’article 72-1 de la Constitution. La question posée est « Approuvez-vous les orientations proposées pour modifier l'organisation institutionnelle de la Corse figurant en annexe de la loi no 2003-486 du 10 juin 2003 ? ».

## Résultats

### Globaux
| Choix                     | Votes   | %     |
| ------------------------- | ------- | ----- |
| Pour                      | 54 967  | 49,00 |
| Contre                    | 57 205  | 51,00 |
|                           |         |       |
| Votes valides             | 112 172 | 97,56 |
| Votes blancs et invalides | 2 810   | 2,44  |
| Total                     | 114 982 | 100   |
| Abstention                | 75 010  | 39,48 |
| Inscrits/Participation    | 189 992 | 60,52 |

Approuvez-vous les orientations proposées pour modifier l'organisation institutionnelle de la Corse figurant en annexe de la loi n° 2003-486 du 10 juin 2003 ?
| Pour 54 967 (49,00 %) |  |  | Contre 57 205 (51,00 %) |
| ▲                     |  |  |                         |
| Majorité absolue      |  |  |                         |

### Par département

Résultats détaillés.

Les résultats officiels comportent une incohérence au niveau du nombre total des inscrits, qui diffère entre celui donné pour l'ensemble de la Corse et l'addition de ceux donnés pour les deux départements,.
| Choix                    | Haute-Corse | Haute-Corse | Corse du Sud | Corse du Sud |
| Choix                    | Votes       | %           | Votes        | %            |
| ------------------------ | ----------- | ----------- | ------------ | ------------ |
| Pour                     | 29 785      | 48,23       | 25 182       | 49,94        |
| Contre                   | 31 967      | 51,77       | 25 238       | 50,06        |
|                          |             |             |              |              |
| Votes valides            | 61 752      | 97,67       | 50 420       | 97,42        |
| Votes blancs et nuls     | 1 474       | 2,33        | 1 336        | 2,58         |
| Total                    | 63 226      | 100         | 51 756       | 100          |
| Abstentions              | 40 868      | 39,23       | 34 187       | 39,78        |
| Inscrits / Participation | 104 094     | 60,77       | 85 943       | 60,22        |

## Suites
Une réforme similaire entre en vigueur le 1er janvier 2018 et instaure la Collectivité de Corse.